# Бинкес, Якоб
Якоб Бинкес (з.-фриз. Jacob Binckes, нидерл. Jacob Binckes; 1637, Каудюм — 16 ноября 1677, Тобаго) — нидерландский капитан-командор XVII столетия, принадлежавший к «золотому поколению» нидерландских морских офицеров. Он был фризским моряком-героем на службе у Адмиралтейства Амстердама. Сам Якоб называл себя Бенкес.
Изначально Якоб занимался морской торговлей, в основном доставкой леса из Норвегии.
В 1665 году Якоб Бинкес начал свою службу в Адмиралтействе Амстердама. Его первым назначением в качестве капитана было сопровождение конвоя в Норвегию. В следующем году он помог защитить устье реки Эльбы на севере Германии, недалеко от Глюкштадта, в интересах голландского торгового судоходства.
В качестве капитана он участвовал в первом из двух голландских вторжений в Англию в 1667 году во время рейда на Медуэй во время Второй англо-голландской войны. Со своим фрегатом «Эссен» (включая 25 морских пехотинцев) Якоб Бинкес входил в состав ударной группы на Медуэе.
В 1673 году вместе с капитаном Корнелисом Эвертсеном-младшим он отвоевал Новый Амстердам, столицу бывших Новых Нидерландов, который был переименован в Нью-Йорк после сдачи в 1664 году. В 1674 году Нью-Йорк был возвращён англичанам Вильгельмом III Оранским (ставшим позднее королём Англии) согласно Бредскому соглашению.
В 1675 году Якоб Бинкес командовал флотом, чтобы поддержать короля Дании в его войне со Швецией.
В 1677 году, будучи капитан-командором, на своём флагмане Бесхермер он одержал тактическую победу над французами в Первом сражении у Тобаго, но был убит в бою во Втором сражении у Тобаго в декабре того же года во время Голландской войны. Во время второго сражения мортира попала в пороховой склад внутри форта и убила Якоба Бинкеса и многих других.
Личность Якоба Бинкеса и Второе сражение у Тобаго послужили основой для сюжета романа «Робинзон Крузо», написанного Даниэлем Дефо.